# Starigrad (Kapronca)
Starigrad (régi magyar nevei Kőváralja, Óvár) falu Horvátországban, Kapronca-Kőrös megyében. Közigazgatásilag Kaproncához tartozik.

## Fekvése
Kaproncától 3 km-re délre a Bilo-hegység északi lejtőin fekszik.

## Története
A település déli részén emelkedő Zakleti bregen (azaz Eskü-dombon) már a 13. században állt Kőkapronca, vagy más néven Kővár vára, melyet 1272-ben "castrum Kopurnycha" néven említenek először. A vár a Buda felől Zágrábba tartó fontos kereskedelmi és hadiutat ellenőrizte és ebben az időben a Drávától délre eső első fontosabb útmenti erősség volt. 1446-ban a Hunyadiak és a Cilleiek közötti hatalmi harcok áldozata lett, Hunyadi János romboltatta le és már nem építették újjá.
A falu Szent Imre templomát egy 1356. november 8-án kelt adománylevél említi először. A templomot, mely később plébániatemplom lett temető is övezte. A régészeti feltárások szerint a temetőbe a 14. század első felében temetkeztek először. A plébánia alapítását a 15. század elejére teszik, de mindenképpen 1441 előtt történt, mert ekkor már említik Antal nevű papját is. A következő említés 1444-ben, majd 1458-ban történt. Ebben papja "Antun plebanus ecclesiae s. Emerici de Kwar" néven szerepel. Az 1459. szeptember 11-én kelt oklevél a plébániát már "Swbkwwar", azaz Kőváralja plébániájaként említi. A Starigrad (azaz Óvár) név csak 1477-ben bukkan fel, de ez a név arra is utal, hogy a településnek már sokkal korábbi középkori elődje is lehetett. 1501-ben papját és káplánját "Nicolaus rector capelle in Owar Marcus capellanus eiusdem" néven említik, ez egyúttal a településnév magyar Óvár változatának első előfordulása. Ezután a falu több oklevélben is ezen a néven szerepel. A templom kápolnaként történő említése egyúttal azt is jelenti, hogy a plébánia itt 1501-re már megszűnt.
A Szent Imre kápolna újabb említése 1634-ben történt, amikor a horvát szábor ülésén egy bizonyos még Luxemburgi Zsigmond által 1406-ban adományozott és a kaproncai várkapitány által kisajátított birtokot említenek. Ugyanez a kápolna szerepel 1650-ben is "Capella Sancti Emerici ducis sub Ztari grad" alakban. Az 1659-es egyházi vizitáció feljegyzésében a kápolnának három üres kőoltára van, melyeket Koprivnički Bregi, Jagnjedovec és Herešin lakónak kellene fenntartani. 1778-ban a kápolnáról megemlítik, hogy a plébániatemplomtól háromnegyed óra járásra a szőlőhegyek közötti völgyben fekszik, fából épült, tornyában harangja is van és egy remete gondozza. Halála után a kápolna elhagyatottá vált és kezdett összeomlani. 1787-ben már csak rom. Az 1810-es vizitáció újra említi a starigradi Szent Imre vagy Szent Mirko kápolnát, mely a szőlőhegyek között az erdőben közvetlenül a kis Jagnjedovec-patak mellett áll. A kápolna fából épült, négyszög alaprajzú, a nyugati oldali bejárat előtt előtere van, a sekrestye az északi oldalon található. 1823-ban Josip Kovačević kaproncai plébános feljegyzi, hogy a kápolna romos. Még ebben az évben összeomlott, vagyonát a rekai Szentháromság, a jagnjedoveci Szent András és a Szent Vid kápolnák között osztották fel.
A falu népességét is csak 1880-ban számlálták meg először önállóan, ekkor 280, 1910-ben 966 lakosa volt. Trianonig Belovár-Kőrös vármegye Kaproncai járásához tartozott. 2001-ben a falunak 490 háztartása és 1587 lakosa volt. területén a Drávamenti Rekreációs Központ, valamint a Podravka gyár vendéglátó egységei működnek.
Mára felépült a Teréz anya templom és plébániáját újra alapították.

## Nevezetességei
- Kőkapronca várának maradványai a várostól 7 km-re délre az erdővel borított Zakleti dombon állnak. A régészeti feltárás 1982-ben indult meg, mely során a domb fennsíkjának a vár által egykor elfoglalt részét megtisztították. A várfal a keleti oldalon mintegy 50 méter hosszúságban maradt meg. A központi platón a vár alapfalainak szerény maradványait tárták fel. A régészeti leletek között számszeríj nyílhegy, sarkantyú, több használati tárgy, fenőkő, kalapács, olló és vasszegek kerültek elő. Utóbbiak azt igazolják, hogy a vár faépítményeit vasszegekkel erősítették össze. Délnyugati oldalán még jól kivehető az egykori árok nyomvonala. A vár teljes szerkezetének megállapításához még további régészeti feltárásra van szükség.
- Kalkuttai Boldog Teréz anya tiszteletére szentelt modern plébániatemploma 2005 és 2008 között épült.